# Novara di Sicilia
Novara di Sicilia é uma comuna italiana da região da Sicília, província de Messina, com cerca de 1.731 habitantes. Estende-se por uma área de 48 km², tendo uma densidade populacional de 36 hab/km². Faz fronteira com Fondachelli-Fantina, Francavilla di Sicilia, Mazzarrà Sant'Andrea, Rodì Milici, Tripi.
Pertence à rede das Aldeias mais bonitas de Itália.

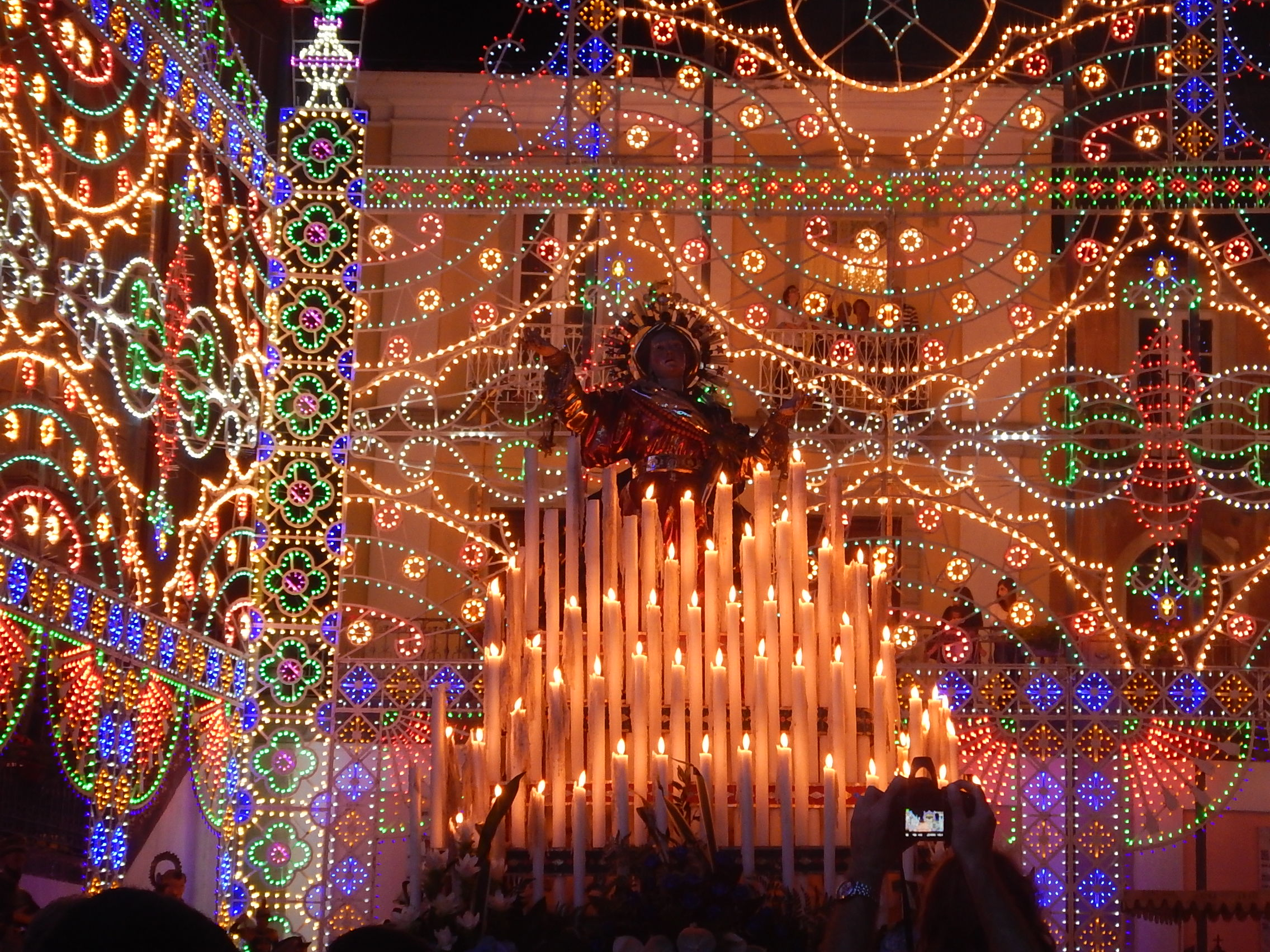
Festa da Assunção de Maria em agosto

## Demografia
| Variação demográfica do município entre 1861 e 2011                               |
|                                                                                   |
| Fonte: Istituto Nazionale di Statistica (ISTAT) - Elaboração gráfica da Wikipedia |